# Ribbing

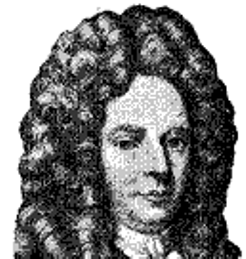
Pehr Lennartsson Ribbing (1670-1719)

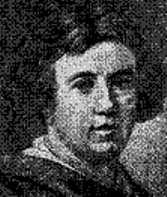
Adolf Ludvig Ribbing

Ribbing – szwedzki ród arystokratyczny, którego korzenie sięgają IX wieku.

## Znani przedstawiciele rodu
- Peder Arvidsson Ribbing (XIV w.)
- Knut Pedersson Ribbing (zm. 1518) szwedzki urzędnik państwowy.
- Nils Knutsson Ribbing (zm. 1580)
- Bengt Svensson Ribbing (1541-1594) radca stanu
- Bengt Eriksson Ribbing (1609-1653) szwedzki urzędnik państwowy.
- Sven Ribbing (1652-1711) polityk.
- Pehr Lennartsson Ribbing (1670-1719) polityk szwedzki.
- Conrad Ribbing (1671-1736) polityk
- Bengt Johansson Ribbing (1686-1741) generał, ojciec F.Ribbinga (1721-1783)
- Gustaf Ribbing (1719-1803) bratanek poprzedniego, urzędnik szwedzki.
- Fredrik Ribbing (1721-1783) polityk i dyplomata szwedzki.
- Adolf Ludvig Ribbing (1765-1843)  syn poprzedniego, polityk szwedzki.